# Gouvernement Modibo Keïta (2)
République du Mali
Mara A.I. Maïga
Le 8 janvier 2015, le président de la République du Mali, Ibrahim Boubacar Keïta a reçu la démission de Moussa Mara (en poste depuis avril 2014). Il a nommé pour le remplacer Modibo Keïta qui avait déjà été premier ministre de mars à juin 2002, par le décret no 2015-0003/P-RM.

## Composition du gouvernement du8 janvier 2015[2]Décretno2015-0003/P-RM
- Ministre de la Justice et des Droits de l’Homme, Garde des sceaux : Mamadou Diarra
- Ministre de la Défense et des Anciens combattants : Tiéman Hubert Coulibaly
- Ministre de l’Intérieur et de la Sécurité : Général Sada Samaké
- Ministre de l’Économie et des Finances : Mamadou Igor Diarra
- Ministre de la Réconciliation nationale : Zahabi Ould Sidi Mohamed
- Ministre des Affaires étrangères, de l’Intégration africaine et de la Coopération internationale : Abdoulaye Diop
- Ministre du développement rural : Dr Bocary Téréta
- Ministre de la Solidarité, de l’Action humanitaire et de la Reconstruction du Nord : Hamadoun Konaté
- Ministre de l’Équipement, des Transports et du Désenclavement : Mamadou Hachim Koumaré
- Ministre de l’Enseignement supérieur et de la recherche scientifique : Me Mountaga Tall
- Ministre de la Planification, de l’Aménagement du territoire et de la Population : Cheickna Seydi Ahamady Diawara
- Ministre des Domaines de l’État et des Affaires : Aly Bathily
- Ministre du Travail, de la Fonction Publique, de la Réforme de l’État, chargé des Relations avec les Institutions : Diarra Raky Talla
- Ministre du Commerce et de l'industrie : Abdel Karim Konaté
- Ministre de l’Environnement, de l’Assainissement et du Développement durable : Mohamed Ag Erlaf
- Ministre de l’Administration territoriale et de la Décentralisation : Abdoulaye Idrissa Maïga
- Ministre de l’Urbanisme et de l’Habitat : M. Dramane Dembélé
- Ministre de la Santé et de l’Hygiène publique : Ousmane Koné puis Marie Madeleine Togo (24 septembre 2015- 11 avril 2017)
- Ministre de l’Éducation nationale : M. Kénékourou dit Barthémi Togo
- Ministre de l’Économie numérique, de l’Information et de la Communication, porte-parole du Gouvernement : Dr Choguel Kokalla Maïga
- Ministre de l’Énergie et de l'Eau: Mamadou Frankaly Keïta
- Ministre des mines : Dr Boubou Cissé
- Ministre de l’Industrie et de la Promotion des investissements : Moustapha Ben Barka
- Ministre de l’Emploi, de la jeunesse et de la construction citoyenne : Mahamane Baby
- Ministre de la Femme de l’Enfant et de la Famille : Madame Sangaré Oumou Ba
- Ministre des Maliens de l’extérieur : Dr Abdrahamane Sylla
- Ministre de la Jeunesse et de la Construction Citoyenne : Me Mamadou Gaoussou Diarra
- Ministre des Sports : Housseini Amion Guindo
- Ministre de l’Artisanat et du Tourisme : Madame Berthé Aïssata Bengaly
- Ministre de la Culture, de l'Artisanat et du Tourisme : Madame N’Diaye Ramatoulaye Diallo
- Ministre des Affaires religieuses et du Culte : Tierno Amadou Omar Hass Diallo

## Remaniement du gouvernement du24 septembre 2015- Décretno2015-0603/P-RM
- Ministre de la Santé : Marie Madeleine Togo
- Ministre de la Justice et des Droits de l’Homme, Garde des sceaux : Sanogo Aminata Mallé

## Remaniement du gouvernement du15 janvier 2016- Décretno2016-0022/P-RM
- Ministre de la Solidarité, de l’Action Humanitaire et de la Reconstruction du Nord  : Hamadou Konaté
- Ministre de l'Économie et des Finances : Boubou Cissé
- Ministre du Développement rural : Kassoum Denon
- Ministre de la Promotion des Investissements et du Secteur privé : Konimba Sidibé
- Ministre de l'Élevage : Nango Dembélé
- Ministre des Mines : Cheickna Seydi Ahamady Diawara
- Ministre de l'Enseignement supérieur : Mountaga Tall
- Ministre de la Recherche scientifique : Assétou Founé Samaké Migan

## Remaniement du gouvernement du7 juillet 2016- Décretno°2016-0510/P-RM
- Ministre de la Solidarité et de l’Action Humanitaire  : Hamadou Konaté
- Ministre  de l’Enseignement supérieur et de la Recherche Scientifique  : Assétou Founé Samaké Migan
- Ministre des Infrastructures et de l’Equipement  : Traoré Seynabou Diop
- Ministre de l'Environnement, de l'Assainissement et du Développement Durable  : Keïta Aïda M'Bo